# El Chino (film)
Pour les articles homonymes, voir El Chino.
Pour plus de détails, voir Fiche technique et Distribution.
El Chino (Un cuento chino) est un film hispano-argentin réalisé par Sebastián Borensztein, sorti en 2011. Il a fait l'objet d'un remake avec Benoît Poelvoorde intitulé 7 jours pas plus et réalisé par Héctor Cabello Reyes, sorti en 2017.

## Synopsis
En Chine, dans le district de Fucheng, Une vache tombe du ciel et s'écrase sur un bateau où Jun s'apprête à demander en mariage sa fiancée. La jeune fille est tuée dans l'accident.
En Argentine, à Buenos Aires, Roberto est un homme solitaire et maniaque, qui possède une petite quincaillerie. Il a pour marotte la recherche de faits divers insolites dans les journaux, et résiste aux avances de Mari, la sœur d'une de ses connaissances, très amoureuse de lui.
Un jour, Roberto voit un Chinois jeté hors d'un taxi. Le jeune homme ne parle pas un mot d'espagnol, pas plus que Roberto ne comprend le chinois, mais Roberto essaie de l'aider et le recueille chez lui, s'écartant de sa vie routinière.

## Fiche technique
- Titre original : Un cuento chino (Un conte chinois)
- Titre français : El Chino
- Réalisation : Sebastián Borensztein
- Scénario : Sebastián Borensztein
- Musique originale : Lucio Godoy
- Photo : Rodrigo Pulpeiro
- Montage : Fernando Pardo
- Direction artistique : Valéria Ambrosio, Laura Musso
- Supervision des effets visuels : Alejandro Valente, Juan Elias
- Costumes : Cristina Menella
- Pays d'origine :  Argentine et  Espagne
- Langues originales : espagnol et mandarin
- Format : Couleurs - 35 mm - 2,35:1 - Dolby Digital
- Durée : 93 minutes
- Dates de sortie :

Argentine : 24 mars 2011
Espagne : 17 juin 2011
France : 8 février 2012

## Distribution
- Ricardo Darín : Roberto
- Ignacio Huang (es) : Jun Quian
- Muriel Santa Ana : Mari
- Pablo Seijo : le client exigeant
- Iván Romanelli : Leonel, le beau-frère de Mari
- Vivian El Jaber (es) : Rosa
- Enric Cambray : Roberto jeune (crédité : Enric Rodríguez)
- Julia Castelló Agulló : l'amant italien
- Javier Pinto : l'amante italienne

## Récompenses et distinctions
- Meilleur film (Marc Aurel d'Or) et prix du public au Festival international du film de Rome 2011
- Prix Sud du meilleur film, du meilleur acteur et de la meilleure actrice dans un second rôle au festival du film argentin 2011
- Prix Goya du meilleur film étranger en langue espagnole 2012
- Meilleur scénario au Festival du film d'Ojai 2012
- Mention spéciale au Festival de la Havane 2012
- Prix du film œcuménique et prix spécial R.W. Fassbinder au Festival international du film de Mannheim-Heidelberg 2011

## Autour du film
Le film est basé sur un fait réel : des membres de l'armée russe avaient volé des vaches en les emmenant par avion. Ils perdirent le contrôle de l'appareil et pour éviter l'accident, ils se délestèrent des animaux en plein vol. La malchance fut telle qu'une des vaches tomba sur un bateau de pêche japonais, l'envoyant au fond de la mer.
Pendant le générique de fin du film, on voit l'extrait du journal télévisé russe, sous-titré en espagnol, relatant la véritable histoire. Le journaliste termine par ces mots « C'est l'information la plus étrange qu'il m'ait été donné de présenter. ».